# Franck Bordas
Pour les articles homonymes, voir Bordas.
Franck Bordas est un imprimeur et éditeur d'art né à Paris en 1959. 

## Biographie et parcours professionnel
Fils de l'éditeur Pierre Bordas, Franck Bordas est formé dans l’atelier de son grand-père, le lithographe Fernand Mourlot. 
En 1977, aux côtés du tireur Jean Célestin, il participe à la réalisation des lithographies de Joan Miró et collabore à l’exposition « Cinquante années de lithographie » chez Fernand Mourlot au palais des Papes en Avignon. À 19 ans, il ouvre son premier atelier d'impression. De nombreux artistes viendront fréquenter l'atelier, parmi eux : 
- Gilles Aillaud
- Jean-Charles Blais
- François Boisrond
- Pierre Buraglio
- Jorge Camacho
- Tom Carr
- Jean-Paul Chambas
- Jean Clareboudt
- Henri Cueco
- Hervé Di Rosa
- Mark di Suvero
- Erró
- Maurice Estève
- Paul Jenkins
- Gérard Fromanger
- Gérard Garouste
- Roberto Matta
- Jean Messagier
- Daniel Pommereulle
- Guy de Rougemont
- Jean-Claude Silbermann
- Hervé Télémaque
- Zao Wou-Ki

### Lithographie
Entre 1982 et 1984, Jean Dubuffet réalise dans son atelier une série d’une vingtaine de planches originales, Les Exercices lithographiques.
En 1985, une presse à bras monumentale Voirin est restaurée pour tirer des estampes de grand format (120 x 160 cm). 
En 1987 paraît le premier volume d'un projet de longue haleine : L'Encyclopédie de tous les animaux y compris les minéraux, de Gilles Aillaud, un bestiaire de 52 planches originales accompagnées de textes inédits d'écrivains. Pour la réalisation du deuxième volume, en 1989, une expédition lithographique avec un « atelier de brousse » est organisée au Kenya autour de Gilles Aillaud et de l'écrivain Jean-Christophe Bailly. Pour le troisième tome, qui paraît en 1990, un texte d'Aristote extrait de l'Histoire des animaux accompagne les 52 lithographies. Le quatrième volume paraît en 2000, et les 37 lithographies sont accompagnées d'un texte de Jean-Christophe Bailly. L'ensemble a été exposé à la Bibliothèque nationale de France en 2010.
Pour ses 10 ans, en 1988, l’atelier s'installe à la Bastille. Franck Bordas fait restaurer  une presse Voirin, pesant 20 tonnes et datant de la fin du XIXe siècle. Pierre Alechinsky est venu pour réaliser ses plus grandes lithographies. Franck Bordas poursuit ses nombreuses collaborations avec les artistes fidèles à l'atelier, mais aussi avec de nouveaux venus : 
- Arman
- Eduardo Arroyo
- James Brown
- Robert Combas
- Paul Cox
- Kees De Goede
- Keith Haring
- Jannis Kounellis
- Yuri Kuper
- Bengt Lindström
- Nicola De Maria
- Joan Mitchell
- Ernest Pignon-Ernest
- Paul Rebeyrolle
- William Robinson
- Antonio Segui
- Antoni Tapiès
- Jan Voss
- Robert Wilson

En 1993 est lancée la collection Paquebot, véritable collection de « bibliophilie de poche » : des ouvrages entièrement conçus par chaque artiste et imprimés en lithographie (gravures sur bois pour Jan Voss), à la manière d’un carnet thématique, d’un cahier d’atelier ou d’un journal de voyage. Chaque album, composé d’une cinquantaine de planches, est édité à 100 exemplaires, numérotés et signés, présentés dans un emboîtage toilé. Au total, 19 volumes sont réalisés entre 1993 et 1998. 
Franck Bordas a été responsable du secteur Éditeurs de la foire de Bâle Art Basel (1996-2000) et membre du comité de la Fiac (1999-2002). 
Il a réalisé plusieurs expositions personnelles de Gilles Aillaud, Jean-Charles Blais, James Brown… En collaboration avec son frère Hervé, qui a ouvert à Venise la galerie Bordas, il a réalisé plusieurs expositions en hommage à Fernand Mourlot.
Une exposition sur son parcours, De la Pierre à l'écran, Studio Franck Bordas a eu lieu au Centre de la Gravure et de l'image imprimée à la Louvière, du 4 novembre 2014 au 11 janvier 2015 
et une exposition sur ses 40 ans d'atelier, s'inaugure le 1er octobre 2018 à la Bibliothèque nationale de France : Epreuves d'imprimeurs/ Estampes de l'atelier Franck Bordas 

### De la lithographie à l'impression numérique
Franck Bordas expérimente des nouveaux procédés d'impression numériques avec Mark di Suvero. Il réalise des premiers tirages pigmentaires avec Georges Rousse et met au point, avec Tim Maguire, une nouvelle approche, directement héritée du monotype, qui permet la réalisation d'estampes monumentales.
Le Studio Franck Bordas, installé rue Louise-Weiss à Paris, est entièrement consacré aux nouvelles techniques de l’image et du tirage numérique pigmentaire. 
Une nouvelle génération travaille sur les écrans du studio et des créateurs issus d’autres horizons viennent y réaliser leurs projets numériques. Parmi les artistes on compte :
- Valérie Belin
- Enki Bilal
- Philip Brooker
- Matali Crasset
- Gérard Garouste
- Liam Gillick
- Kees de Goede
- Michel Granger
- Philippe Gronon
- Dominique Issermann
- Suzanne Lafont
- Jacques de Loustal
- Nalini Malani
- Tim Maguire
- Najia Mehadji
- Christian Milovanoff
- Nils-Udo
- Ernest Pignon-Ernest
- Sophie Ristelhueber
- Bruno Serralongue
- Georges Rousse
- Sarkis

## Distinctions
- Officier de l'ordre des Arts et des Lettres

## Publications

### Éditions limitées — albums — bibliophilie
- Daniel Pommereulle, Au voleur, 1981, 30 x 40 cm, une suite de 11 lithographies en noir et blanc réunies dans un livre-objet en miroirs gravé par l’artiste
- Jean Clareboudt, Travail au noir, 1982, 27 x 21 cm, un album de 20 lithographies originales
- Hervé Bordas, texte Jean-Christophe Bailly, Per modo di vestigio, 1983, Copal 27 x 21 cm, un album de 8 lithographies originales
- Henri Cueco, Petits bouts de ficelle ne pouvant plus servir à rien, 1983, Journal écrit et dessiné, comprenant 20 lithographies originales
- Hervé di Rosa, Di Rosa Magazine no 4 / Curiosités, 1989, 40 x 30 cm, un album composé de 27 planches originales en couleurs. Tirage à 250 exemplaires
- Gilles Aillaud, L'Encyclopédie de tous les animaux y compris les minéraux
  - Tome 1, 1989 25 x 32,5 cm - 52 lithographies originales en noir et blanc signées accompagnent 52 textes de (entre autres) : Giorgio Agamben - Gilles Aillaud- Jean-Christophe Bailly - Hervé Bordas - Jean-Paul Chambas - Richard Crevier - Michel Deutsch - Jean Jourdheuil - Heiner Müller - Nicky Rieti - Jean-Louis Schefer - Yéfime - Hans Zischler… 50 exemplaires, numérotés et signés par l’artiste
  - Tome 2, 1989, 25 x 32,5 cm - 53 lithographies originales en noir et blanc signées avec un texte de Jean-Christophe Bailly. Bestiaire réalisé au cours d'un voyage lithographique au Kenya. 50 exemplaires numérotés et signés par les auteurs
  - Tome 3, 1990, 25 x 32,5 cm - 52 lithographies originales en noir et blanc signées. Texte d'Aristote imprimé en grec ancien, accompagné de sa traduction en français : extraits des livres VIII et IX de l'Histoire des animaux. 50 exemplaires numérotés et signés par l’artiste
  - Tome 4, 2000, 25 x 32,5 cm - 37 lithographies originales en noir et blanc. Texte de Jean-Christophe Bailly. 50 exemplaires numérotés et signés par les auteurs
- Gilles Aillaud, Tauromachie, 1996, 38 x 38 cm - 24 lithographies originales en noir et blanc. Textes d’Eduardo Arroyo en français et de Carlos Abella en espagnol. 70 exemplaires numérotés et signés au colophon par l’artiste
- Ianna Andréadis
  - Vols, 1993, 20 x 30 cm - 11 lithographies originales
  - Fonds, 1993, 20 x 30 cm - 6 lithographies originales
  - Traces, 1993, 15,5 x 20,5 cm - 17 lithographies originales
  - Bleu de Mer, 1998, 15 lithographies originales
  - Désert du Namib, 1998, 10 lithographies
  - Feuilles, Fleurs, Fruits, Oiseaux, Papillons, Franck Bordas, Les Trois Ourses et La Fabrique du Pont d'Aleyrac éditeurs, 1999
  - Médina de Marrakech, 2000, 15 lithographies
- Jean-Charles Blais
  - 28 3 86, suite de 9 lithographies de formats divers, 1986
  - Comment les corps sont compliqués, 1997, une suite de 5 lithographies sur papier japon
- Paul Cox, Œuvres romanesques complètes, 1999, 110 nouveaux ouvrages, écrits et illustrés par l’auteur. Titres encyclopédiques, romanesques ou pratiques. Chaque livre unique est illustré de 69 lithographies
- Pierre Bordas/Robert Louis Stevenson, Forest notes, 1999, 7 dessins originaux imprimés en lithographie accompagnent le texte de Stevenson dans une nouvelle traduction

### Collections

#### Cargo
Revue entièrement réalisée en lithographie (32,5 x 25 cm), dont la conception et la réalisation sont confiées aux artistes.
1. Jean-Claude Silbermann, 1983
2. Gilles Aillaud, 1983
3. Jean Messagier, Roberto Matta - François Boisrond, 1984
4. Pierre Buraglio, Contrebasse noire, 1986
5. Jean Clareboudt, Japon, Australie et autres lieux, 1987

#### Paquebot
1. Dean Bowen,That big journey, 1993
2. Ianna Andréadis, Terre d’ombre brûlée, 1993
3. James Brown, Mannerist  notes , 1993
4. Nicolas d'Olce, Eux dans l’eau, 1994
5. Jean Paul Chambas, Playa de Carmen, 1994
6. Hervé di Rosa, Retour des ténèbres, 1994
7. François Boisrond, Le Voyage à vélo, 1995
8. Pierre Alechinsky, Résumé, 1995
9. Jean-Charles Blais, De mémoire, 1995
10. Dirk vander Eecken,Histoire à l’envers, 1995
11. Daniel Humair, Soloprint, 1996
12. Manolis Charos,Alphavita, 1996
13. Henri Cueco,Comment  grossir sans se priver, 1996
14. Jan Voss,Lana au bois, 1997
15. Eduardo Arroyo, Le Dictionnaire impossible, 1997
16. Gilles Aillaud, Le Tout venant, 1998
17. Bengt Lindstrom,Histoires De Orrem Jarka
18. Yuri Kuper, Estampologia, 2000
19. Arman, Résister colère, 2000

### Albums en épreuves pigmentaires
- Martin Parr, Knokke, suite de 15 épreuves
- Daniel Pommereulle, Next block, suite de 8 épreuves
- Ianna Andréadis, G1,45m, suite de 7 épreuves
- Ianna Andréadis, In-folio, 15 photographies ,15 exemplaires sous coffret , 2010
- Ianna Andreadis, L'évolution des formes s'étend à toute la couleur, 33 Poèmes de Fabienne Raphoz, accompagnés de 33 dessins de Ianna Andreadis,15 exemplaires, 2011,
- Helen Lessick, House plans, suite de 7 épreuves
- Eduardo Arroyo, Dictionnaire Impossible 2, suite de 32 épreuves pigmentaires, 2013